# Zacarias Kamwenho

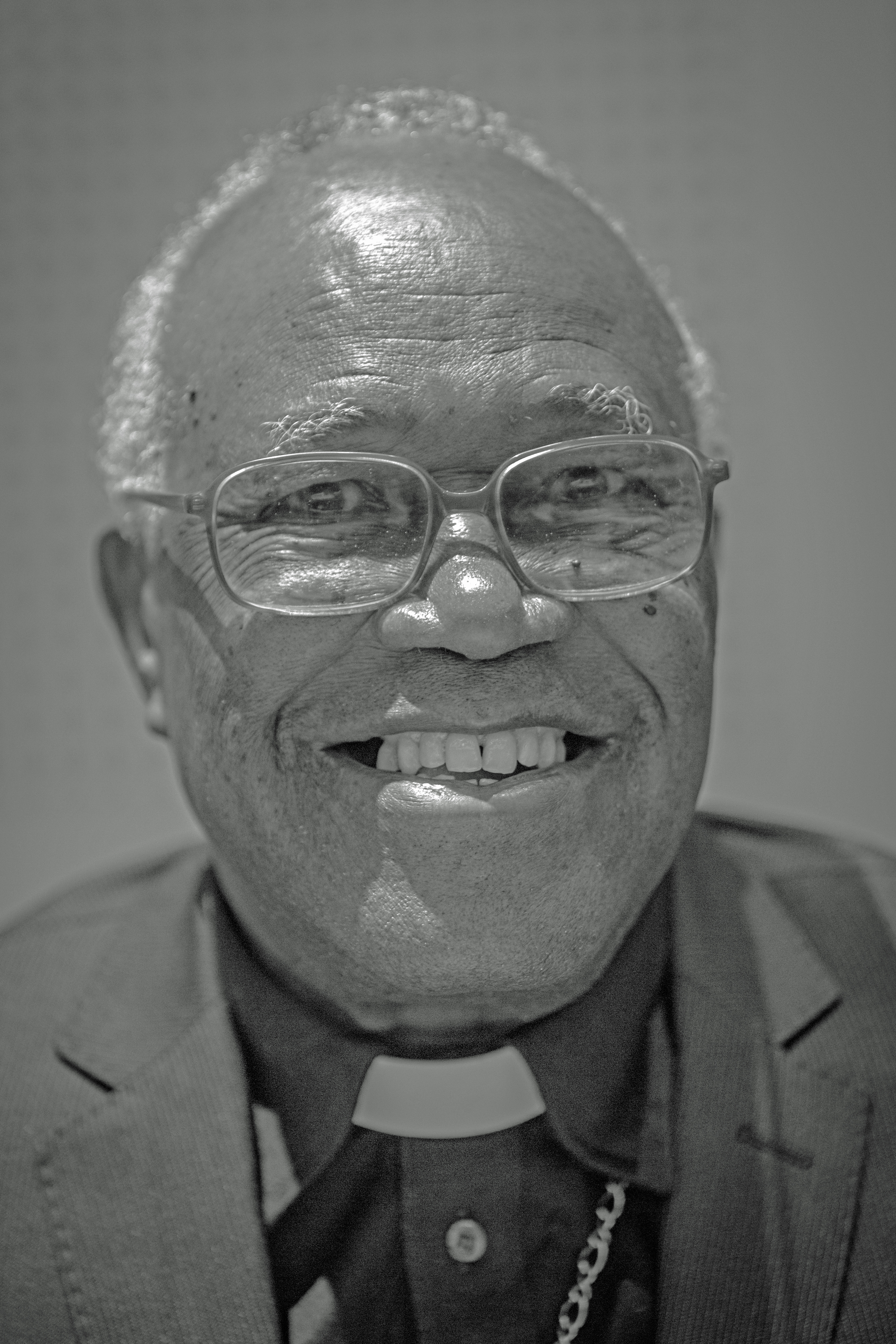
Zacarias Kamwenho (2013)

Dom Zacarias Kamwenho sinh tại Chimbundo, tỉnh Huambo, (Angola) năm 1934, là một tổng giám mục Công giáo và là nhà hoạt động hòa bình ở Angola.
Ông được thụ phong linh mục năm 1961 và giám mục phụ tá giáo phận Luanda năm 1974 rồi tổng giám mục Lubango năm 1997 .
Năm 2001 ông cùng một số tu sĩ  Công giáo đã tự nguyện làm trung gian để dàn xếp hoà bình giữa các phe tham chiến trong cuộc Nội chiến Angola, dẫn tới cuộc ngừng bắn năm 2002.
Năm 2001, Nghị viện châu Âu đã trao giải thưởng Sakharov cho Zacarias Kamwenho cùng với Nurit Peled-Elhanan (Israel) và Izzat Ghazzawi (Palestine).